# Diatraea columbiana
Diatraea columbiana là một loài bướm đêm trong họ Crambidae.